# 安彦統賀
安彦 統賀（あびこ むねよし、1999年1月16日 - ）は、日本の競輪選手、元俳優（子役）。埼玉県出身。
競輪選手としては、日本競輪選手会埼玉支部所属、ホームバンクは大宮競輪場。日本競輪選手養成所（以下、養成所）第121期生。師匠は太田真一（75期）。

## 来歴

### 俳優時代
俳優時代はNEWSエンターテインメントに所属していた。
本人によると、元々役者業は友人に誘われてやっていただけであって長く続ける意思はなく、競輪選手となってからのインタビューでも「当時のことはあまり覚えていない」と語っている。また、「小学生高学年まで続けた」とのことだが、実際は以下の出演歴にもある通り、中学生に入ってからも少しは続けていた。それ以降は学業に専念するため、芸能界から引退。

### 芸能界引退後
中学生となってからはロードバイクを親にねだって買ってもらい、そこから自転車に目覚める。競輪選手を多く輩出した埼玉県立川越工業高等学校に進学後は本格的に自転車競技に打ち込み、日本体育大学へ進学後も自転車競技は中距離をメインとして活躍。大学在学中の主な実績としては、2018年の全日本学生選手権トラックオムニアムや2019年の全日本学生選手権トラックスクラッチで優勝経験がある。のち、小林泰正や橋本英也といった自転車競技中距離のスペシャリストが競輪選手としても活躍している姿を見て、自身も競輪選手になることを決意。
2021年1月14日、受験した養成所第121回選手候補生入所試験に合格。在所中の競走訓練成績は10位（16勝）。

### 競輪選手時代
競輪選手資格検定に合格したことで養成所を卒業、2022年3月18日付けで競輪選手としてJKAより登録される。4月5日、異例の卒業後に行われた卒業記念レースでは1着・7着で予選敗退。
2022年4月30日、松戸競輪場での競輪ルーキーシリーズ2022（新人戦）でデビュー、3着。初勝利は同開催最終日である5月2日。7月3日からの伊東FII（モーニング）で本格デビュー、初日予選1着、2日目準決勝2着として最終日は決勝に進んだが、決勝では同期の日高裕太に交わされ2着で終えた。
デビュー年である2022年はその後、7月15日の大宮FIIにて初優勝（3日間とも1着の完全優勝）。続く岐阜FII、青森FII（ミッドナイト）と合わせて3場所連続完全優勝（9連勝）したことで、8月31日付けでA級2班へ特別昇班を果たした。最終的に、新人としては9位となる753万2000円を獲得した。
2023年3月12日、松山競輪場で行われたルーキーチャンピオンレースで優勝。翌4月には第1子となる長女が誕生している。

## 出演
以下はいずれも俳優時代のもの

### テレビドラマ
- ウメ子（2005年12月5日、TBS）
- オトコの子育て（2007年、テレビ朝日）
- エジソンの母（2008年、TBS）
- 先生はエライっ!（2008年4月12日、日本テレビ）
- トミカヒーロー レスキューファイアー 第28話（2009年10月10日、テレビ東京） - ユーイチ 役
- ゲゲゲの女房（2010年、NHK）
- 相棒 season9（2010年、テレビ朝日）
- ハガネの女 season2（2011年、テレビ朝日）
- 外科医 鳩村周五郎9（2012年3月16日、フジテレビ）

### 映画
- クローズド・ノート（2007年9月29日、東宝）
- 銀色のシーズン（2008年1月12日、東宝）
- ひゃくはち（2008年8月9日、ファントム・フィルム）
- 20世紀少年 第1・2・最終章（2008年8月30日・2009年1月31日・8月29日、東宝） - ヤマネ（幼少期） 役
- ぼくのおばあちゃん（2008年12月6日、キノシタ・マネージメント）
- 悪夢探偵2（2008年12月20日、ムービーアイ）
- ふるさとがえり（2011年7月1日、ネイキッド） - ゴンちゃん（幼少期） 役

### CM
- ピタットハウス（2005年）
- ソニー「サイバーショット」（2006年）
- 金冠堂「キンカン ライブ編」（2006年）
- ANA「旅割」（2006年）
- 光洋建設（2006年）
- ヨドバシカメラ（2006年）
- ベネッセ「得点力学習DS」（2007年）
- KINCHO「蚊に効くカトリス うたぐり深い目編」（2008年）
- 清水建設（2008年 - 2009年）
- スクールIE（2009年）
- トレハロース「ストリートミュージシャン編」「カズユキの初恋編」（2009年）
- PICグアム（2009年）
- カプコン「Wii 逆転裁判2」（2010年）
- マクドナルド「ハッピーセット ポケモン オドロキUP編」（2010年）
- メディパル（2010年）
- パナソニック（2011年）

### 舞台
- オペラ『カヴァレリア・ルスティカーナ』 - 児童助演
- 愛と不安の夏（2007年・2010年） - 龍男 役
- 俺は、君のためにこそ死ににいく（2008年・2009年・2011年） - 秀治 役
- めぐみへの誓い（2010年） - 横田哲也 役